# Colette Roth-Brand
Colette Roth-Brand (* 5. November 1967 in Zug als Colette Brand) ist eine ehemalige Schweizer Freestyle-Skifahrerin (Aerials).

## Karriere
Brand gewann ihre ersten Weltcuppunkte am 8. März 1987 in Oberjoch mit Rang 12, ihren ersten Podestplatz erreichte sie nicht ganz vier Jahre später, am 13. Januar 1991 in Blackcomb mit Rang 3. Einen Monat später, belegte sie bei ihren ersten Weltmeisterschaften den 7. Platz.
Am 21. März 1991, gewann sie in Hundfjället erstmals einen Weltcupwettbewerb.
Bei den Olympischen Winterspielen 1992 wurden erstmals Wettkämpfe im Aerials ausgetragen, wobei diese nur als Demonstrationswettbewerb zählten. Brand konnte diesen Wettbewerb knapp vor der Schwedin Marie Lindgren und der Deutschen Elfie Simchen für sich entscheiden.
In den darauffolgenden Jahren gehörte Brand zur absoluten Weltspitze im Aerials. Doch konnte sie diese Erfolge nicht bei internationalen Grossereignissen erreichen. 1994 schied sie bei den Olympischen Winterspielen, wo Aerials nun ein offizieller Wettkampf im Freestyle-Skiing war, bereits in der Qualifikation aus und belegte in der Endabrechnung nur Rang 15. Auch bei Weltmeisterschaften gelang ihr kein besseres Ergebnis als ein 7. Platz.
Dafür konnte sie in der Saison 1995/96 zum ersten Mal den Aerials Weltcup für sich entscheiden.
Bei den Olympischen Winterspielen 1998 gelang es Brand erstmals Edelmetall bei einem Grossereignis zu gewinnen. Nach Rang 7 in der Qualifikation verbesserte sie sich im Finale noch auf den dritten Platz und sicherte sich damit die Bronzemedaille hinter Nikki Stone aus den USA und der Chinesin Xu Nannan. Zu Ende des Winters 1997/98 beendete Brand schliesslich ihre aktive Karriere als Sportlerin.

## Privates
Sie ist verheiratet mit Michel Roth, dem Cheftrainer des Aerial-Nationalteams. Der gemeinsame Sohn Noé ist ebenfalls Freestyle-Skier.

## Erfolge

### Olympische Winterspiele
- Albertville 1992: 1. Aerials (Demonstrationswettbewerb)
- Lillehammer 1994: 15. Aerials
- Nagano 1998: 3. Aerials

### Weltmeisterschaften
- Lake Placid 1991: 7. Aerials
- Altenmarkt-Zauchensee 1993: 7. Aerials
- La Clusaz 1995: 9. Aerials

### Weltcup
- 37 Podestplätze, davon 13 Siege

| Datum             | Ort                 | Land               | Disziplin |
| ----------------- | ------------------- | ------------------ | --------- |
| 21. März 1991     | Hundfjället         | Schweden           | Aerials   |
| 27. Februar 1993  | La Plagne           | Frankreich         | Aerials   |
| 16. Dezember 1993 | Piancavallo         | Italien            | Aerials   |
| 22. Dezember 1993 | Meiringen-Hasliberg | Schweiz            | Aerials   |
| 21. Dezember 1994 | Piancavallo         | Italien            | Aerials   |
| 28. Januar 1995   | Lake Placid         | Vereinigte Staaten | Aerials   |
| 4. Februar 1995   | Oberjoch            | Deutschland        | Aerials   |
| 11. März 1995     | Hundfjället         | Schweden           | Aerials   |
| 15. Dezember 1995 | La Plagne           | Frankreich         | Aerials   |
| 3. Februar 1996   | Kirchberg in Tirol  | Österreich         | Aerials   |
| 10. Februar 1996  | Oberjoch            | Deutschland        | Aerials   |
| 16. Februar 1996  | La Plagne           | Frankreich         | Aerials   |